# Liljeborgia polydeuces
Liljeborgia polydeuces is een vlokreeftensoort uit de familie van de Liljeborgiidae. De wetenschappelijke naam van de soort is voor het eerst geldig gepubliceerd in 2008 door d'Udekem d'Acoz.